# 33196 Kaienyang
33196 Kaienyang este o planetă minoră (asteroid), cu un diametru de 6,357 km, din centura de asteroizi. A fost descoperită pe 20 martie 1998 la Experimental Test Site⁠(d) de Lincoln Near-Earth Asteroid Research. 
Obiectul prezintă o orbită caracterizată de o semiaxă mare de 3,1080629 UAi, o excentricitate de 0,15, o înclinație de 4,53134 ° în raport cu ecliptica.